# صاروخ موجه مضاد للدروع

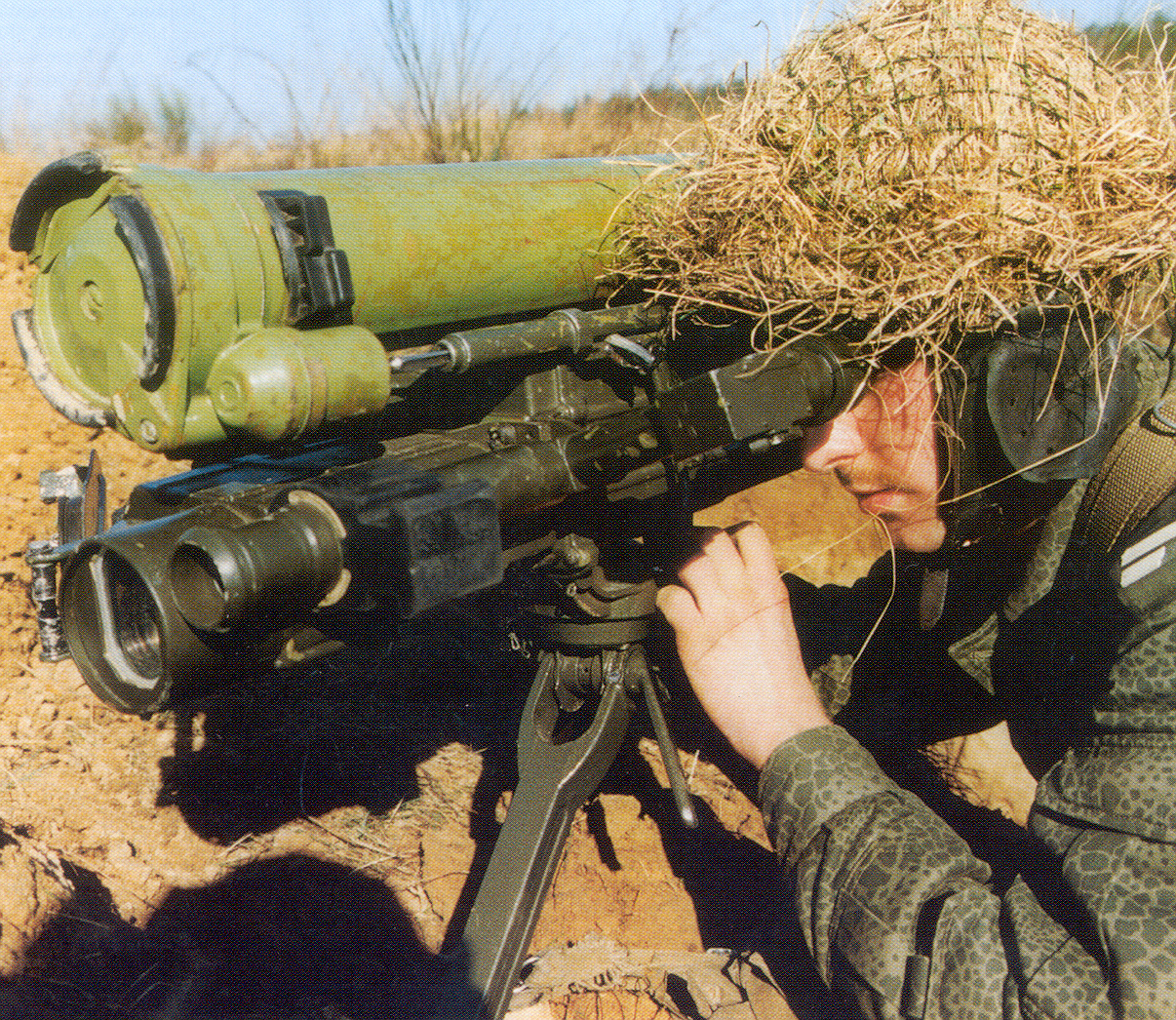
منصة إطلاق صاروخ ميتس المضاد للدروع الروسي

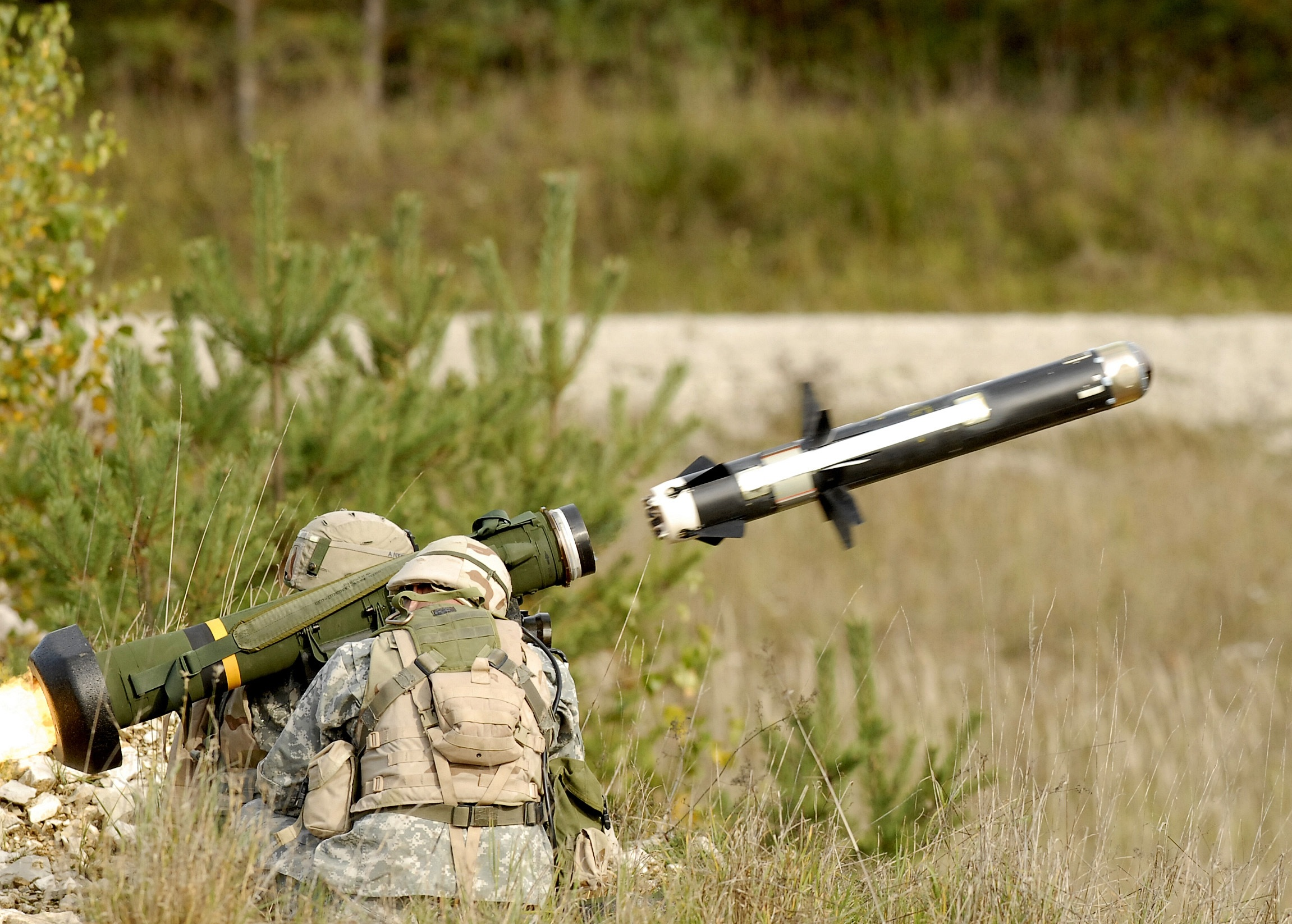
صاروخ جافلن

صاروخ موجه مضاد للدروع (بالإنجليزية: anti-tank guided missile )‏ الاختصار بالعربية صاروخ م-د الاختصار بالإنجليزية (بالإنجليزية: ATGM)‏ هو صاروخ موجه صمم أساساً لضرب وتدمير الدروع لاسيما الدبابات و مركبات القتال المدرعة على مسافات تصل إلى 8 كليو مترات، وهي قادرة على أختراق دروع بسمك يترواح من 500 إلى 1,000 ملم.
أول صاروخ موجه مضاد للدروع هو الصاروخ السوفيتي ماليوتكا (بالروسية:Малютка) أدخل في الخدمة لدى الجيش السوفيتي في سنة 1961 ثم ظهرت بعدها أنواع أحدث من الصواريخ الموجه المضادة للدروع التي شكلت تحدياً للدبابات، وتتفاوت أنظمة الصواريخ الموجهة المضادة للدروع بحسب مداها إلى صواريخ بعيدة المدى فوق 2000م، ومتوسطة المدى من 1000 حتى 2000، وقريبة المدى دون 1000م.

## الجيل الأول
وهي الصواريخ الموجهة المضادة للدروع ذات التوجيه السلكي التي يجب على الرامي أن يتحكم في توجيهها يدوياً بواسطة عصا التوجيه حتى الهدف، وعلى الرامي أيضاً أن يرصد الهدف وصاروخه الموجه في آن واحد من خلال منظاره. وهذا يتطلب دقة كبيرة وأقل خطأ في التوجيه يؤدي إلى إبعاد الصاروخ عن هدفه.

## الجيل الثاني
تتميز الصواريخ الموجهة المضادة للدروع من الجيل الثاني بجهاز نصف آلي للتحكم فيكفي أن يقوم الرامي بإبقاء علامة التسديد منطبقة على الهدف حتى وصول الصاروخ إليه، تم تحسين صواريخ الجيل الثاني وزيادة سرعتها الأمر الذي يقلل من مدة تحليقها، كما أن شحناتها أصبحت أكثر فاعلية وزادت قدرتها على اختراق التدريع.

## الجيل الثالث
يعد الصاروخ الأمريكي أي جي أم-114 هيلفاير أحد أبرز صواريخ الجيل الثالث فهو يتمتع بمدى يصل إلى 8 كليو مترات ولا يتطلب سوى التسديد المبدئي نحو الهدف والإطلاق تبعاً لآلية أطلق وانس فالصاروخ يتجه تلقائياً نحو الهدف مستعينا بكاشفه الليزري على الشعاع الليزري الذي يذهب من المنظومة إلى الهدف وينعكس منه إليها، فيكون الشعاع بمثابة خط سير الصاروخ. أما سرعته فتصل إلى 1.3 ماخ ما يعادل 425 متر بالثانية.
وتم العمل على زيادة القطر صواريخ في صواريخ الجيل الثالث مع وزن الحشوات القتالية الجوفاء، وزُوّدت رؤوس القذائف بقضبان تؤمن انفجارها على المسافة المثالية للحشوة الجوفاء، وبالتالي زيادة قدرتها على الاختراق.